# 森川アンナ
森川 アンナ（もりかわ あんな、1994年10月26日 - ）は、日本のAV女優。プライムエージェンシー所属。

## 略歴・人物
東京都出身。2017年6月、E-BODYの専属女優としてデビューした巨乳AV女優。
初体験は15歳。見られたい願望が強く、出たいと思い自ら応募してAV女優となった。
趣味・特技はピアノ、歌、中国語、英語。

## 出演作品

### アダルトDVD
2017年
- 痴女の天才! 激卑猥ボディGcupハーフ人妻 森川アンナE-BODY専属デビュー（6月25日、E-BODY）
- 僕の知らない妻を見たくて… 29（7月21日、DOC）※「アンナ」名義
- 痴女ギャルお姉さんノリノリ跨り騎乗位で童貞筆下ろし（8月1日、kira☆kira）※「アンリ」名義
- 近所のママ友のミニスカパンチラが思春期坊主を誘惑! ママの留守中にデカ尻を押しつけてくるのでフル勃起チ○コがパンティ突き破りそうだよ（8月10日、SWITCH）共演:紗々原ゆり、柊さき
- ラグジュTV×PRESTIGE PREMIUM 07（8月25日、プレステージ）※「古川蘭」名義　他出演:桜井ゆかり、竹原ゆり、牧野香織、相澤玲奈、玉城莉空、美月、大原ユイリ、竹内奈美、佐藤麻里子
- 募集ちゃんTV×PRESTIGE PREMIUM 41（9月1日、プレステージ）他出演:室生リリー、佐々木結苺、美波杏
- コンドームなしでエッチな状況になったらどうなるのかをモニタリング 団地に泊まろう! イケメン男優が「奥さんを見て勃起しちゃいました…」と近づいたらどうなるのか? …結果、「お願い…中に出して…」と懇願! 旦那が熟睡している1メートル横で生ハメ生中出し!（9月7日、SODクリエイト）※「かなこ」名義　他出演:えみ、もも
- この身体への優越と凌辱を求めるセレブエゴイズム（9月8日、バルタン）
- ド痴女捜査官 〜焦らし&激射精尋問テクニック編〜（9月19日、痴女ヘブン）
- 平成日本夫婦交換ドキュメンタリー お母さんに感謝!! 神●川県秦●市にお住まいの森川さんご夫婦と青井さんご一家!母の日のドキュメンタリー番組「お母さんに感謝!!」でよろしければ一週間だけ「奥様をチェンジ」してみませんか!!（9月22日、MAGIC）共演:碧しの
- パンスト絡み付け先端フェラ 〜手でパンストを操り、舌で先っぽを弄ぶ。巧みな技の数々で狂えるチ●ポ〜（9月22日、SEX Agent）他出演:佐々木あき、明里ともか、姫川ゆうな、関根奈美、春原未来、桜木エリナ、香苗レノン
- じゅぷぬりゅドゥルンッ! いやらしスライドな素股手コキ 〜とろけ合う性器の限界密着でセックス未満なのにセックス以上〜（9月22日、SEX Agent）他出演:佐々木あき、明里ともか、香苗レノン、紗藤まゆ、桜木エリナ、姫川ゆうな、森はるら
- 思わず連続射精出来たスゴ過ぎるセルフイラマチオ 〜喉奥上手な肉食女に襲われながらも堪能できる征服感が連射を促す〜（9月22日、SEX Agent）他出演:春原未来、紗籐まゆ、ひなた唯、関根奈美、香苗レノン、明里ともか、笹倉杏
- 焦らし寸止めロデオ騎乗位M性感（10月1日、MOODYZ）
- 真夏のDQN部屋で汗だくの彼女が犯される姿を見ていることしか出来なかったボク…（10月1日、プレミアム）
- 人妻ナンパ自宅中出し×PRESTIGE PREMIUM 欲求不満な人妻4名in目黒・杉並・西麻布 07（10月6日、プレステージ）※「アンナ」名義　他出演:円香、えりな、さとみ
- 時間無制限! 発射無制限! M男専用 超高級中出し淫語ソープ（10月13日、痴女ヘブン）
- 自分の身体を使用して100%孕ませる方法を教え込む 子作り専門インストラクター（10月19日、ワンズファクトリー）
- ナンパTV×PRESTIGE PREMIUM 12 大漁!!獲れたて激エロ美女8名を踊り食い!!（10月27日、プレステージ）他出演:佐々波綾、諸星エミリー、七瀬萌、清城ゆき、室生リリー、白石りん、河南実里
- 地元で有名なS級痴女の天才!?お貸しします。 カンナ22歳(駅前英会話講師)（11月24日、S級素人）※「カンナ」名義